# En toute complicité
Pour plus de détails, voir Fiche technique et Distribution.
En toute complicité, ou Où est le fric ? au Québec, (Where the Money Is) est un film américain réalisé par Marek Kanievska, sorti en 2000.

## Synopsis
Henry Manning, célèbre et désormais vieux voleur de banque, a été capturé par la police et enfermé en prison. Pour tenter de s'échapper, il prétend être paralysé après une attaque. Avec cet expédient il est transféré dans un établissement pour personnes âgées et dépendantes. Carol, l'une des aides soignantes de l'établissement, découvre son secret et tente par la séduction (et une chute dans l'eau) de lui faire comprendre qu'elle a compris sa simulation. Quand Henry découvre que son complice est mort et que le fils de ce dernier ne veut rien faire pour l'aider, il accepte la suggestion de Carol de tenter un coup avec elle, qui s'ennuie dans sa vie lisse et morne. Les choses se compliquent quand Wayne, le petit ami de Carol veut s'en mêler. Ils décident alors de faire le coup à trois, en braquant des convoyeurs de fonds en début de tournée et en prenant leur place pour le reste de la tournée.

## Fiche technique
- Titres : En toute complicité
- Titre québécois : Où est le fric ?
- Titre original : Where the Money Is
- Réalisation : Marek Kanievska
- Scénario : E. Max Frye, Carroll Cartwright et Topper Lilien
- Musique : Mark Isham
- Photographie : Thomas Burstyn
- Montage : Garth Craven, Samuel Craven et Dan Lebental
- Production : Chris Dorr, Tony Scott, Ridley Scott, Charles Weinstock et Chris Zarpas
- Société de production : Gramercy Pictures, Intermedia Films, Mel's Cite du Cinema, Pacifica Film, Polygram Filmed Entertainment et Scott Free Productions
- Société de distribution : USA Films (États-Unis), Société nouvelle de distribution (France)
- Pays de production :  États-Unis,  Allemagne,  Royaume-Uni et  Canada
- Format : Couleurs - 1,85:1 - Dolby Digital
- Genre : Comédie dramatique
- Durée : 89 minutes
- Dates de sortie : 
  - Allemagne : 14 avril 2000
  - France : 31 mai 2000

## Distribution
Légende : Version Française = VF[réf. nécessaire] et Version Québécoise = VQ
- Paul Newman (VF : Marc Cassot ; VQ : Hubert Fielden) : Henry Manning
- Linda Fiorentino (VF : Francine Laffineuse ; VQ : Linda Roy) : Carol MacKay
- Dermot Mulroney (VF : Luc Boulad ; VQ : Daniel Picard) : Wayne MacKay
- Susan Barnes : Mme Foster
- Anne Pitoniak (en) : Mme Tetlow
- Bruce MacVittie (en) : Karl
- Irma St. Paule (en) : Irma Galer
- Michel Perron : Garde
- Arthur Holden : Bob
- Richard Jutras : Manager
- Frankie Faison : Garde de sécurité